# Lambda Coronae Borealis
Lambda Coronae Borealis (λ Coronae Borealis, förkortat Lambda CrB, λ CrB) som är stjärnans Bayerbeteckning, är en dubbelstjärna belägen i den norra delen av stjärnbilden Norra kronan. Den har en skenbar magnitud på 5,42 och är svagt synlig för blotta ögat där ljusföroreningar ej förekommer. Baserat på parallaxmätning inom Hipparcosuppdraget på ca 24,1 mas, beräknas den befinna sig på ett avstånd på ca 136 ljusår (ca 42 parsek) från solen. 

## Egenskaper
Primärstjärnan Lambda Coronae Borealis A är en gul till vit underjättestjärna av spektralklass F0 IV. Den har en massa som är omkring 40 procent större än solens massa, en radie som är ca 2,2 gånger större än solens och utsänder från dess fotosfär ca 10 gånger mera energi än solen vid en effektiv temperatur på ca 7 000 K.
Lambda Coronae Borealis är en dubbelstjärna, med en följeslagare av magnitud 10, separerad med 98 bågsekunder från primärstjärnan.